# 에우프로시네

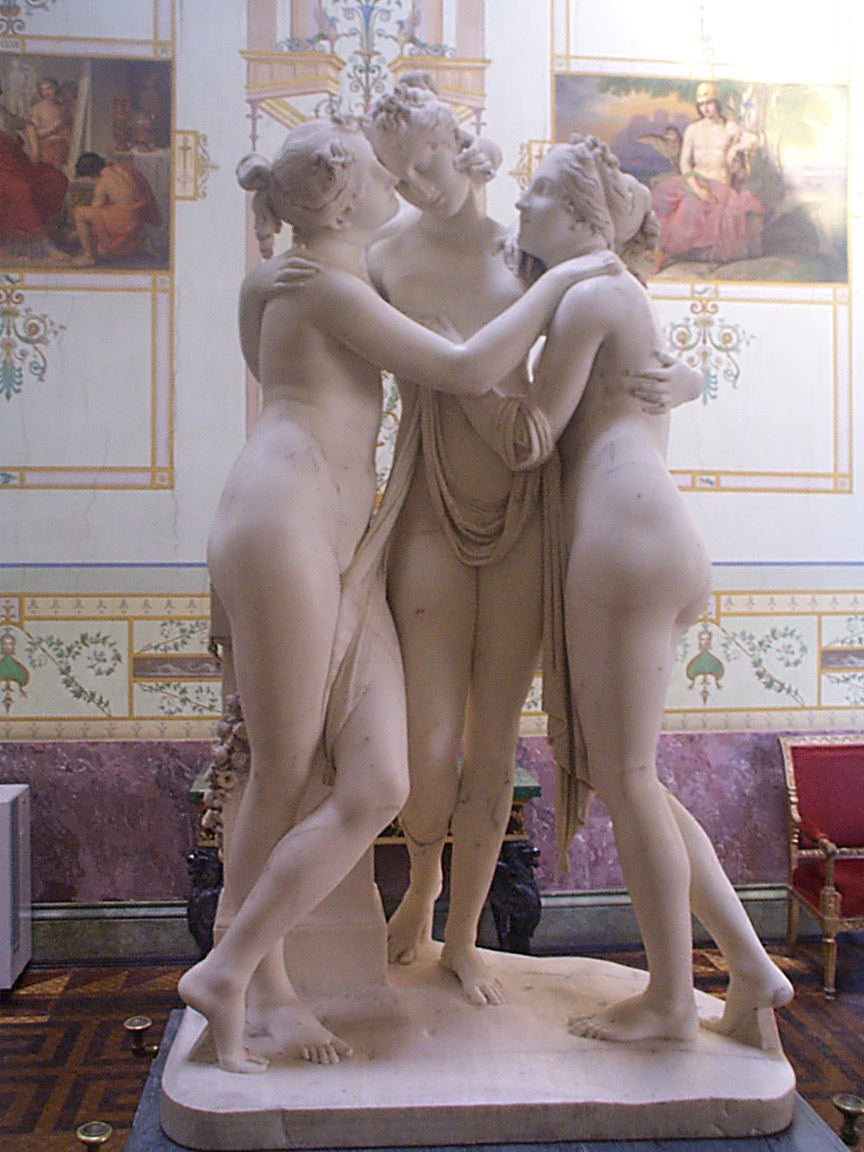
삼미신: 아글라에아, 에우프로시네, 그리고 탈리아, 안토니오 카노바, 1817

에우프로시네(Εὐφροσύνη, Euphrosyne)는 그리스 신화에 등장하는 여신이다. 아프로디테의 시녀인 삼미신 카리테스의 하나로 환희, 축제를 맡는다. 또 별명으로 에우티미아(고희: Ευθυμια, Euthymia)라고도 불린다.
고대 그리스어의 「기쁨」을 의미하는 ευφροσυνα (에우프로슈나)가 어원.
제우스와 에우리노메의 3명의 딸의 하나로, 아글라에아, 탈리아와 자매. 일부에는 파시테아, 칼레와 자매.

## 같이 보기
- 31 에우프로시네: 소행성

## 참고 문헌
- 아포로드로스 「그리스 신화」고우즈 하루시게 역, 이와나미 문고 (1953년)
- 헤시오도스 「신통기」히로카와 요이치 역, 이와나미 문고(1984년)
- 고우즈 하루시게 「그리스・로마 신화 사전」, 이와나미 서점 (1960년)